# Maître de l'Autel de Talheim
Le maître de l'autel de Talheim ou maître du retable de Talheim est un artiste auquel est attribuée l'oeuvre peinte vers 1518 sur les ailes et la prédelle d'un retable pour un autel à Talheim (de) près de Stuttgart. 
Depuis 1884 l'autel est conservé au Musée de l'État du Württemberg à Stuttgart. L'élégante aura et la perfection artisanale de cette peinture font du retable de Talheim un chef-d'œuvre de l'art gothique tardif du sud-ouest de l'Allemagne.

## Motifs de l'autel
La partie centrale de l'autel était sans doute une sculpture, vraisemblablement d'un maître anonyme de Ulm, probablement une piété mariale. Sur l'aile extérieure, sont peintes l'Annonciation et la Visitation ; sur l'aile intérieure, la naissance de Jésus et l'Adoration des mages. La prédelle montre le Christ avec les douze apôtres.

## Interprétation
L'Annonciation de l'autel de Talheim se caractérise par « une représentation particulièrement évocatrice de ces événements ». Dans l'esprit des gens de la fin du Moyen Âge, les images de l'autel étaient « véridiques », comme un reflet d'un événement divin et céleste, une représentation que le style et le choix de la perspective du maître de l'autel rend avec adresse. La perfection artistique renforce la croyance en la vision d'avant la Réforme.

## Identification
Les peintures de l'autel de Talheim ont été attribuées au maître de Meßkirch, jusqu'à ce qu'un style indépendant ait été reconnu. Plusieurs artistes de Ulm, appartenant peut-être à l'atelier du sculpteur Niklaus Weckmann, pourraient avoir participé à la décoration de l'autel.

## Autres œuvres attribuées
- Épisode de la légende de sainte Ursule, vers 1530, peinture sur bois, 103 × 52 cm, Collection Hohenzollern, Sigmaringen[4]